# Mahdi Fleifel
Mahdi Fleifel (Dubái, Emiratos Árabes Unidos, 25 de octubre de 1979) es un director de cine, guionista y productor palestino con nacionalidad danesa. Inspiradas por su propia experiencia como refugiado palestino, sus películas suelen tratar sobre los refugiados. Su cortometraje A Man Returned ganó un Oso de Plata a la mejor dirección en el Festival Internacional de Cine de Berlín en 2016. Su primer largometraje, A World Not Ours (2012), recibió más de treinta premios en distintos festivales internacionales.

## Biografía
Sus abuelos emigraron de Palestina en 1948 durante la Nakba y se instalaron en el campo de refugiados de Ain al-Hilweh, en el Líbano. Sus padres se marcharon a Dubái, donde él nació, y volvieron a Ain al-Hilweh donde se crio hasta los nueve años. Emigraron entonces a Dinamarca y se instalaron en las afueras de Elsinor.
En 2009 se graduó en la Escuela Nacional de Cine y Televisión del Reino Unido, estudió Dirección de Ficción con Stephen Frears y Pawel Pawlikowski. En 2010 fundó la productora londinense Nakba FilmWorks con el productor irlandés Patrick Campbell.
Fleifel realizó varios cortometrajes hasta su primer largometraje, el documental A World not Ours (2012). Basado en un conjunto de documentos personales, archivos familiares y filmaciones históricas, retrata veinte años de la vida de tres generaciones de su familia en el campo de refugiados de Ain al-Hilweh, donde viven más de 70.000 personas en un área de un kilómetro cuadrado. Se estrenó en el Festival Internacional de Cine de Toronto y recibió más de treinta galardones, entre ellos el Premio de la Paz de la Berlinale y premios en el Festival Internacional de Cine de Edimburgo, el Yamagata International Documentary Film Festival (Japón) y Doc NYC de Nueva York. Fue nombrado Mejor Nueva Voz Nórdica en Nordisk Panorama de Malmö (Suecia), y recibió el Premio a los Nuevos Talentos en el Festival Internacional de Cine documental de Copenhague (CPH:DOX) en 2013.
En 2016, Fleifel ganó un Oso de Plata a la mejor dirección en el Festival Internacional de Cine de Berlín por su mediometraje A Man Returned. Su continuación, el corto A Drowning Man (2017), fue seleccionada en la Competición Oficial del Festival de Cannes y nominada a un BAFTA. Su siguiente película, el cortometraje I Signed the Petition, ganó el premio al Mejor Cortometraje Documental en el Festival Internacional de Cine Documental de Ámsterdam (IDFA) y fue nominada a los Premios del Cine Europeo 2018.
Su último largometraje, To a Land Unknown, se estrenó en 2024 en la Quincena de Realizadores del Festival de Cannes.

## Filmografía

### Largometrajes
- To a Land Unknown (2024)
- A World Not Ours (2012)

### Cortometrajes
- Elefsina Notre Amour (2023)
- 3 Logical Exits (2020)
- I Signed the Petition (2018)
- A Drowning Man (2017)
- A Man Returned (2016)
- Xenos (2014)
- 4 Weeks (2009)
- Arafat & I (2008)
- The Writer (2007)
- Harrisons: Monday's Arms (videoclip) (2007)
- Hamoudi & Emil (2004)
- Shadi in the Beautiful Well (2003)